# Beppe Tenti
Giuseppe Tenti, detto Beppe (Torino, 3 febbraio 1936), è un imprenditore, produttore televisivo ed esploratore italiano.

## Biografia
Impresario edile fino ai 30 anni, iscritto al Club Alpino Italiano (CAI), durante le escursioni con gli amici ha l'idea di organizzare un viaggio sul Kilimangiaro: insieme a 58 compagni del CAI Uget di Torino, senza conoscere altra lingua oltre l'italiano, varca per la prima volta i confini della propria nazione. L'esperienza lo spinge a cambiare professione e nel 1967 fonda la Trekking International, agenzia di viaggi impegnata nell'organizzazione di spedizioni e viaggi d'avventura.
Nel 1970 pianifica e gestisce uno dei primi trekking commerciali organizzati al mondo al campo base dell'Everest, portandovi circa 200 persone in 35 giorni di viaggio. Nel 1971 organizza con Reinhold Messner la spedizione al Noshaq in Afghanistan e con lui è successivamente responsabile di numerose altre imprese sugli ottomila della terra, mettendolo anche a libro paga per pagare i permessi di accesso alle montagne. Dal 1982 inizia a produrre filmati televisivi ed è a capo della seconda troupe televisiva e controfigura nella miniserie Marco Polo di Giuliano Montaldo, prodotto dalla Rai.
Nel 1985 percorre la Via della Seta da Venezia a Pechino, con 3 Fiat Panda 4x4 e un PM 40 4x4 Iveco, nella Marco Polo Expedition. Il 1º maggio 1985 la spedizione si trova al confine tra Nepal e Tibet (Cina): la prima volta nella storia che mezzi occidentali passano l'Himalaya per giungere a Lhasa e a Pechino. I filmati realizzati da Tenti vengono trasmessi da Italia sera, che ne paga l'acquisto, sorprendendo l'autore stesso che decide perciò di intraprendere professionalmente la produzione televisiva.
Nel 1986 affitta l'Arena di Verona e organizza i festeggiamenti per la conquista dei 14 ottomila di Messner, occasione nella quale si conclude la collaborazione tra i due. Tre anni dopo organizza la riedizione del Raid Pechino-Parigi: viaggio con una storica Itala da Pechino a Parigi. L'intero percorso è trasmesso in tredici puntate su Rai 1.

### Overland
Nel 1991 propone alla Fiat, che aveva appena acquisito la New Holland, una spedizione via terra con tre trattori - uno verde, uno bianco e uno rosso (in onore alla bandiera italiana) - dall'Italia a New York, passando per lo Stretto di Bering, ma la proposta viene rifiutata.
Nel 1994 viene ricontattato per concretizzare l'idea e la Fiat, per mezzo della controllata Iveco, gli mette a disposizione quattro camion arancioni, a Bolzano. Così, nel 1995 Tenti sviluppa il primo viaggio del progetto Overland, una serie di spedizioni e documentari televisivi attorno al globo, nelle quali è accompagnato dal figlio Filippo e da altri avventurieri. Overland 1 (Il Roma-New York via terra) fa registrare importanti record di ascolti in seconda serata su Raiuno (share del 33,25 %). Gli autori dei due documentari, i giornalisti Rai-Tg1 Paolo Giani e Daniele Valentini, vincono il 32° Premio Saint Vincent di giornalismo per il miglior servizio televisivo. Overland, con più di dieci spedizioni organizzate, diviene portavoce dell'Unicef e della Convenzione dei Diritti dei Bambini.
Nel 2002 Overland è scelta per produrre il filmato d'introduzione all'Anno internazionale della montagna, nella sala grande delle Nazioni Unite a New York, con la motivazione: "L'unica grande avventura dello scorso Millennio che ha raggiunto tutti i massicci montagnosi della Terra". Nel 2007 organizza la riedizione del Raid Pechino-Parigi in occasione del centenario dell'impresa, con la storica Itala 35/45 HP con la quale Scipione Borghese vinse il raid automobilistico nel 1907. La spedizione Overland 11 percorre l'itinerario in senso inverso, da Parigi a Pechino. L'intero viaggio è trasmesso in tredici puntate su Rai 1.
Per lo svolgimento di Overland 13 nel 2010, Tenti e il gruppo di spedizione percorrono per la prima volta al mondo la tratta Roma - Shangai con 4 furgoncini Piaggio Porter elettrici senza pilota. La spedizione di Overland 14, svoltasi nel 2013 nel Caucaso, vede Beppe Tenti occuparsi della narrazione dei testi delle otto puntate, trasmesse su Rai 1 tra il 1º luglio e il 26 agosto 2013, in seconda serata.